# Domingo Sánchez
Domingo Sánchez Gracia, znany także jako Domènech Sánchez de Gracia, (ur. 18 stycznia 1899 w Terriente, zm. 13 października 1961 w Badalonie) – hiszpański zapaśnik walczący w stylu klasycznym. Olimpijczyk z Paryża 1924, gdzie zajął osiemnaste miejsce w wadze piórkowej.

## Letnie Igrzyska Olimpijskie 1924
| Konkurencja          | Rundy eliminacyjne   | Rundy eliminacyjne       | Klas. końcowa |
| Konkurencja          | Przeciwnik I         | Przeciwnik II            | Miejsce       |
| -------------------- | -------------------- | ------------------------ | ------------- |
| 62 kg styl klasyczny | Josef Pencik (AUT) P | Katsutoshi Naitō (JPN) P | 18.           |